# Patrick Schwarzenegger
Patrick Arnold Shriver Schwarzenegger (n. 18 septembrie 1993, Los Angeles, California, SUA) este un actor, model și om de afaceri american. Este fiul mai mare al lui Arnold Schwarzenegger.

## Biografie
Patrick Schwarzenegger s-a născut pe 18 septembrie 1993 la Los Angeles, Statele Unite în familia faimosului culturist, actor, iar mai târziu și guvernator al statului California, Arnold Schwarzenegger și a jurnalistei și publicistei Maria Shriver. Patrick are de asemenea, două surori mai mari, Katherine (n. 1989) și Christina (n. 1991), un frate mai mic, Christopher (n. 1997) și altul vitreg, Joseph Baena (n. 1997).

## Diverse
Arnold Schwarzenegger și-a crescut copiii cu strictețe, dar cu începutul carierei sale politice în calitate de guvernator al Californiei a administrat copiilor săi tot mai puțin timp. După aflarea despre aventura tatălui său cu o menajeră și divorțul ulterior al părinților, Patrick a schimbat, probabil, numele Schwarzenegger cu al mamei, dar nici o confirmare oficială nu există.
La vârsta de 15 ani, cu ajutorul părinților, Patrick a fondat propria companie a sa, Project360 de producere a hainelor pentru bărbați. Schwarzenegger are, de asemenea, un contract cu agenția de modeling L.A. Models.
Primul rol important în cinematografie, l-a jucat în Grown Ups 2, care a apărut pe ecrane în anul 2013.
În iunie 2012 a absolvit școala Brentwood, iar în toamna aceluiași an Schwarzenegger și-a început studiile la Universitatea Californiei de Sud.